# 90/53 su Breda 52
Il 90/53 su Breda 52 era un autocannone utilizzato dal Regio Esercito nella seconda guerra mondiale.

## Sviluppo ed impiego
La genesi del mezzo ricalca quella del 90/53 su Lancia 3Ro. Questi due mezzi nascono dall'esigenza del Regio Esercito di fornire protezione anticarro alle colonne motorizzate con una piattaforma mobile per il cannone 90/53 Mod. 1939, nato come arma contraerei pesante e rivelatasi eccellente per la lotta controcarri. L'autocannone della Breda, presentato nel marzo 1941, riprende le soluzioni del Lancia, che invece era stato adottato nel gennaio dello stesso anno. Dal 1941 al 1943 ne furono prodotti 96 esemplari.
In totale furono costruiti circa 120 autocannoni da 90 mm su scafo Breda 52 e Lancia 3Ro, per armare, secondo le intenzioni dello Stato Maggiore, 12 Gruppi, ognuno su due batterie. La dotazione era stabilita in:
- Gruppo: 1 Lancia 3Ro Ufficio Mobile come posto comando.
- Batteria:
  - 4 autocannoni su Lancia 3Ro o Breda 52,
  - 4 Lancia 3Ro Portamunizioni, ognuno con 210 colpi a bordo,
  - 1 Lancia 3Ro Officina mobile.

Il Breda 52 assegnato in 4 pezzi per batteria al DIV Gruppo del 3º Raggruppamento Artiglieria Contraerei che combatté in Tunisia nel gennaio 1943; equipaggiava il DV Gruppo di stanza in Sicilia al momento dello sbarco ed il DLVII Gruppo del 20º Reggimento Artiglieria della 10ª Divisione fanteria "Piave" che difese Roma nel 1943.

## Caratteristiche

### La bocca da fuoco
Era costituita dal cannone controcarro/contraerei Ansaldo 90/53 Mod. 1939. La canna in acciaio speciale (Ni-Cr-Mo) era a pareti semplici, con rigatura elicoidale destrorsa a 28 righe. La culatta era avvitata a freddo e poteva essere separata per sostituire l'anima usurata, il blocco di culatta portava superiormente una staffa per il collegamento alle aste dei recuperatori ed inferiormente un'appendice per l'unione al cilindro del freno di rinculo. L'otturatore a cuneo era scorrimento orizzontale, con apertura e chiusura a mano. In modo di funzionamento automatico l'otturatore era trattenuto in posizione di apertura dopo l'estrazione del bossolo.
L'affusto a forcella era scudato (12 mm di spessore) per proteggere i serventi ed era sostenuto da un sottoaffusto a piedistallo, di forma troncoconica, poggiante sul pianale dell'autocarro. Era brandeggiabile a 360° con alzo da 0° a 80°. La culla era a manicotto ed entro la culla scorrevano la massa oscillante ed i congegni di punteria.
Il complesso era fornito di freno idraulico, ad asta e controasta, posizionato inferiormente alla canna, a rinculo variabile a seconda dell'inclinazione della bocca. Oltre al freno idraulico il pezzo aveva due recuperatori idropneumatici, applicati esternamente alla culla e sistemati superiormente alla canna. Era previsto anche un equilibratore, agente sulla culatta, dato che gli orecchioni arretrati provocavano un forte preponderante di volata.
Il congegno di direzione (su 360º) era a corona dentata, mentre i congegni di elevazione erano a settori dentati elicoidali e vite senza fine. Il puntamento avveniva con congegni a linea di mira ed alzo indipendenti, comunque il puntamento del pezzo era previsto tramite centrale di tiro. Era inoltre previsto un graduatore di spoletta di costruzione Borletti.
Il tiro contraerei era diretto dalla centrale di tiro Mod. Borletti-Galileo-San Giorgio, indicata anche come BGS, di produzione nazionale. La centrale BGS utilizzava come sistema di puntamento un telemetro stereoscopico con base di 4 m, ed utilizzava un equipaggio di soli 6 uomini, che operavano direttamente sul pianale del rimorchio autotrainabile su cui era fissata la centrale. I dati (distanza, direzione e sito), misurati attraverso il telemetro, erano inseriti manualmente nel calcolatore elettromeccanico, che poteva essere gestito (estrapolazione lineare o meno del punto futuro) dal personale addetto (2 specializzati). I dati si alzo, brandeggio e graduazione della spoletta erano trasmessi elettricamente al pezzo. I pezzi potevano essere totalmente asserviti alla centrale o potevano essere utilizzati manualmente tramite indici di coincidenza che comparivano sui congegni di mira. Nel 1942 le centrali BGS furono asservite al radiorilevatore (radar) Wūrzburg Ausf D (tedesco), indicato nel Regio Esercito come "Volpe", con questo metodo la centrale poteva gestire il tiro di una batteria su bersagli ad una distanza non superiore a 12 km ed una velocità non superiore a 720 km/h.

### L'autocarro
L'autocarro prescelto dal Regio Esercito era il Breda 52. Questo era una versione con telaio rinforzato (per meglio sopportare le sollecitazioni dello sparo) del trattore pesante d'artiglieria Breda 51 Coloniale. Il mezzo con il pezzo installato raggiungeva il peso di 11,5 tonnellate ed una velocità massima di 30 km orari (Rapporto peso potenza = 10,87 hp/t). L'affusto troncoconico, imbullonato al centro del pianale, aveva 360° di brandeggio e da -2° a 85° di elevazione. Per la messa in batteria venivano abbassati 6 grossi martinetti ad azionamento manuale. Quindi veniva aperte le sponde in 4 pezzi del cassone, che così formavano la piattaforma circolare per i serventi. Sul mezzo prendevano posto 6 uomini di equipaggio, oltre ad una riserva di pronto impiego di 12 colpi.

## Galleria d'immagini

Mezzo ispezionato da soldati inglesi in Sicilia
Pezzo in batteria con piattaforma per i serventi estesa